# Steve Jobs
Steven Paul Jobs, nato Abdul Latif Jandali, detto Steve (San Francisco, 24 febbraio 1955 – Palo Alto, 5 ottobre 2011), è stato un imprenditore e inventore statunitense.
È stato il fondatore di Apple Inc. e ne è stato amministratore delegato fino al 24 agosto 2011, quando si è dimesso per motivi di salute (assumendo la carica di presidente del consiglio di amministrazione). Ha fondato anche la società NeXT Computer. È stato inoltre amministratore delegato di Pixar Animation Studios prima dell'acquisto da parte della Walt Disney Company, della quale era inoltre membro del consiglio di amministrazione oltre che maggiore azionista fisico. 
Ha introdotto prodotti di successo come Macintosh, iMac, iPod, iPhone e iPad. È stato tra i primi a intuire la potenzialità del mouse e dell'interfaccia grafica basata sull'impiego di icone e di finestre per menu a tendina, presenti sugli Xerox Star, ideando il Macintosh. Jobs è stato classificato primo tra i 25 uomini d'affari più potenti per il 2007 da Fortune e persona dell'anno 2010 dal Financial Times. Molte persone note negli Stati Uniti hanno rilasciato dichiarazioni sulla morte di Steve Jobs, fra cui Barack Obama, Bill Gates, Bob Iger, Mark Zuckerberg, Sergey Brin, Larry Page, Tim Cook, Meg Whitman, Steve Ballmer e Richard Stallman.

## Biografia
(Steve Jobs, 2005)

### Origini e formazione
Nato come Abdul Latif Jandali da madre statunitense di origini svizzere e tedesche (Joanne Carole Schieble) e padre siriano (Abdulfattah "John" Jandali, uno studente che sarebbe diventato più tardi professore di scienze politiche), Steve non fu cresciuto dai suoi genitori naturali. Appena nato fu dato in adozione a Paul Reinhold Jobs e Clara Hagopian, residenti a Mountain View, nella contea di Santa Clara, in California. Il padre adottivo all'epoca faceva il meccanico per auto e la madre adottiva era una contabile. Steve aveva una sorella biologica più giovane, Mona Simpson, scrittrice di successo. I genitori adottivi battezzarono Steve e lo educarono alla fede cristiana luterana. Nel 1972 Jobs si diplomò all'istituto Homestead di Cupertino, in California, e successivamente si iscrisse al Reed College di Portland (Oregon), ma abbandonò dopo appena un semestre.

### L'incontro con Wozniak e la fondazione di Apple (1976 - 1985)

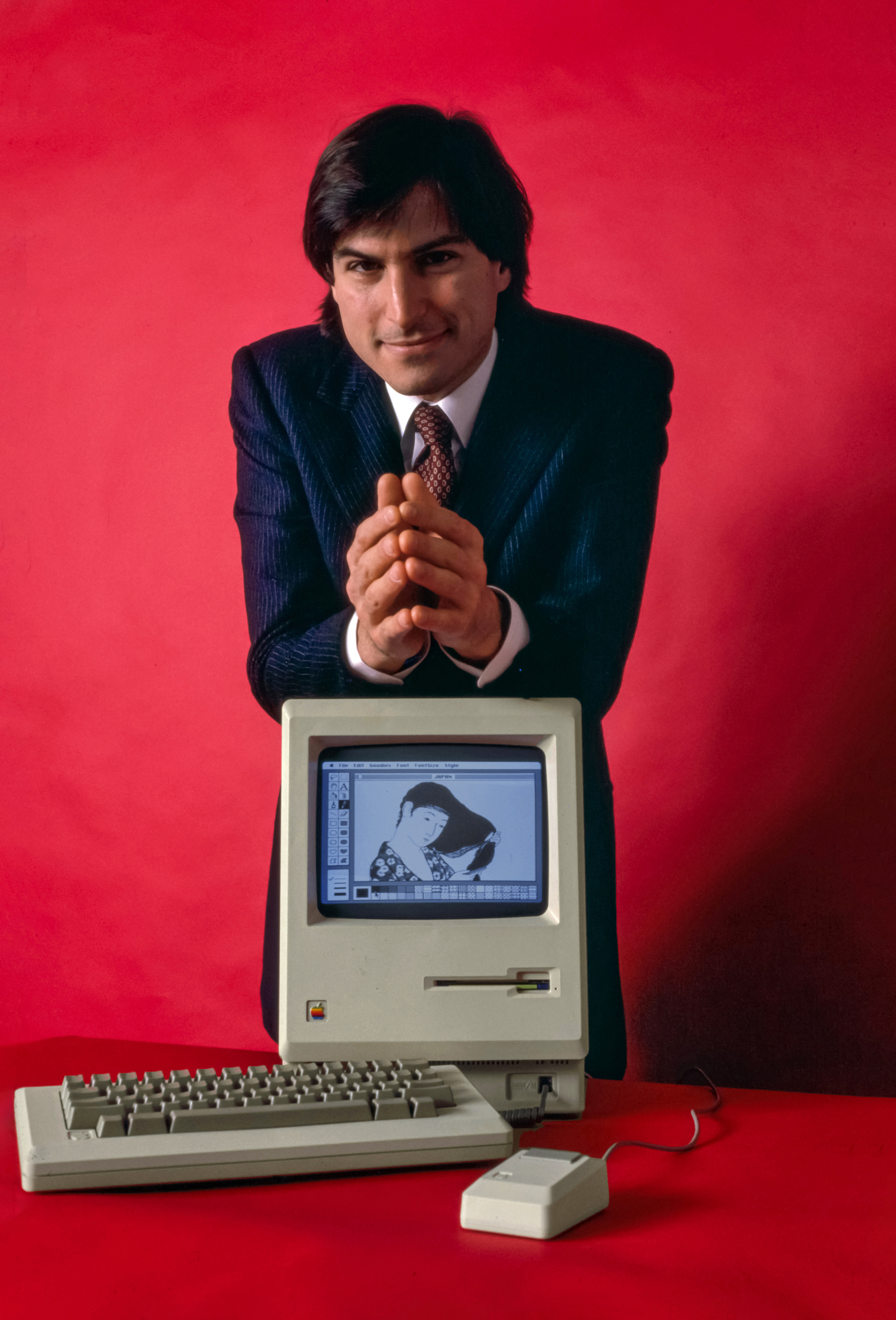
Steve Jobs all'inizio del 1984 con il primo Macintosh.

Nel 1974 era alla Atari e insieme al suo amico Steve Wozniak, al tempo alle dipendenze dell'Hewlett-Packard, lavorò alla prima versione del circuito del videogioco Breakout; successivamente i due decisero di mettersi in proprio, fondando la Apple Computer il 1º aprile 1976. Per finanziarsi, Jobs vendette il suo pulmino  Volkswagen e Wozniak la propria calcolatrice. La società venne fondata insieme a Ronald Wayne, che Jobs aveva conosciuto presso Atari; Wayne lasciò però quasi subito la società, non appena Apple ricevette la prima commessa (rinunciando a una partecipazione azionaria del 10%). La prima sede della nuova società fu il garage dei genitori di Jobs: qui lavorarono al loro primo computer, l'Apple I, inizialmente venduto ai membri dell'Homebrew Computer Club. Successivamente ottennero un finanziamento dall'industriale Mike Markkula, che versò nelle casse della società la somma di 250.000 dollari, ottenendo in cambio un terzo di Apple. Nel 1977 Jobs e Wozniak lanciarono l'Apple II, le cui vendite toccarono il milione di dollari.

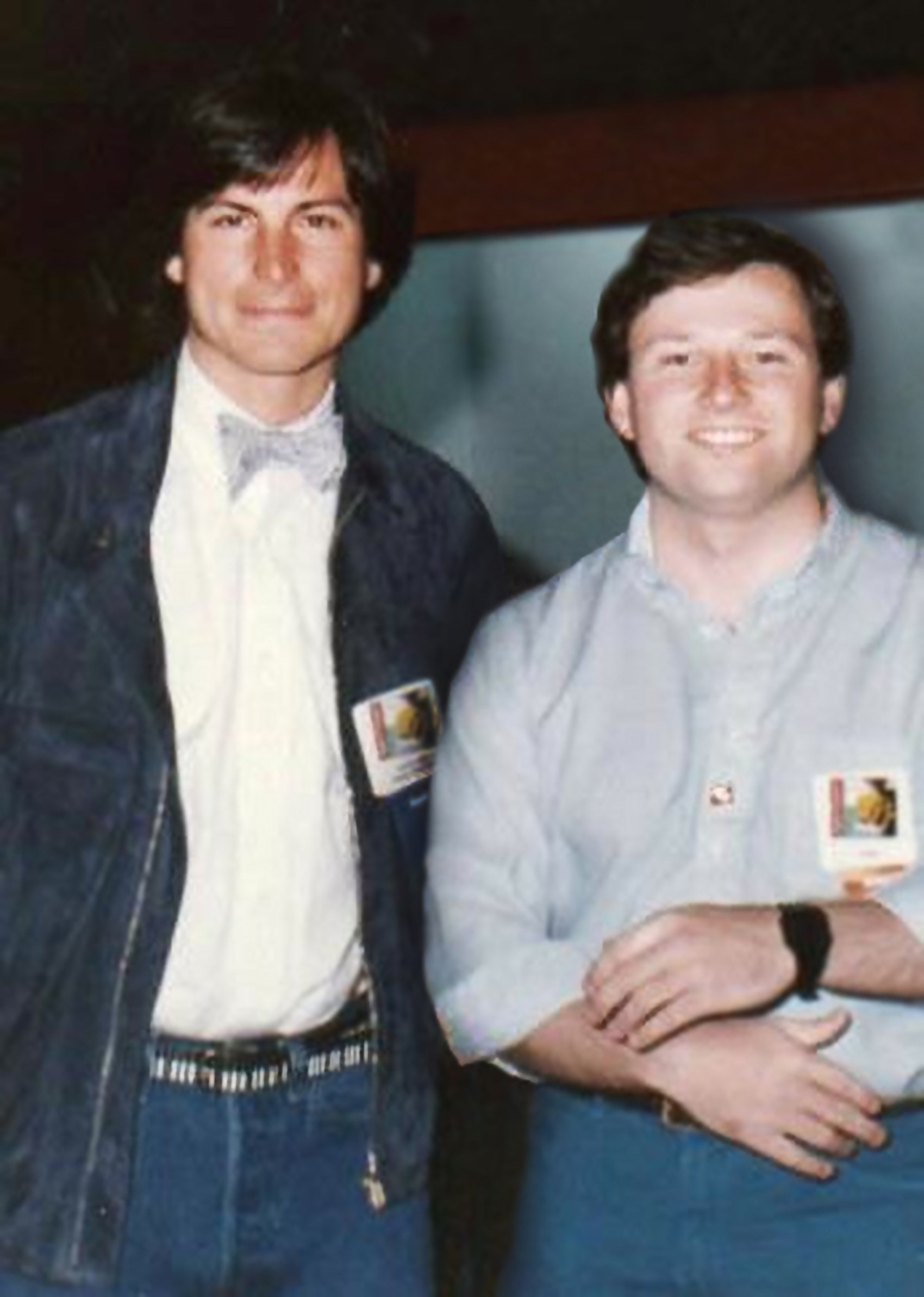
Steve Jobs con Wendell Brown durante il lancio del software Hippo-C per Macintosh, sviluppato da Brown, nel gennaio del 1984

Il 12 dicembre 1980 Apple venne quotata in Borsa e dopo pochi giorni valeva 256 milioni di dollari. Alla fine di dicembre era valutata 1,79 miliardi di dollari. Jobs con l'aiuto di Bill Atkinson riuscì a convincere, in cambio di una quota azionaria di Apple, il PARC a mostrargli l'interfaccia grafica da loro progettata. Atkinson e i suoi ingegneri introdussero significative migliorie al progetto, nonché alla parte hardware come il mouse, che furono utilizzate nello sviluppo dell'Apple Lisa e in seguito il 24 gennaio 1984 Apple produsse un personal computer compatto e dotato di un nuovo sistema operativo a interfaccia grafica: l'Apple Macintosh. Per la preparazione del lancio del Macintosh, Jobs si spese personalmente molto nell'autunno del 1983 attraverso una serie di conferenze stampa molto incisive, nelle quali mostrò in anteprima anche il celebre spot 1984.
Nonostante le speranze iniziali, non raggiunse i livelli di vendita attesi a causa della crescente concorrenza. Jobs ne incolpò John Sculley, l'amministratore delegato, chiamato alla Apple l'anno prima da lui stesso. Jobs e Sculley vennero allo scontro, ciascuno attribuendo all'altro la responsabilità del mancato successo. Sculley pose il consiglio d'amministrazione di fronte all'alternativa “o me o lui”. Il consiglio si schierò dalla sua parte. Il 31 maggio 1985, in seguito a una riorganizzazione manageriale i poteri di Jobs furono notevolmente ridotti, togliendogli le cariche di vicepresidente e di direttore generale della divisione Mac. Considerando di "non avere niente da fare", Jobs intraprese alcuni viaggi in Europa e Unione Sovietica per promuovere i computer Apple. In settembre comunicò al consiglio le proprie dimissioni irrevocabili.

### Fondazione e direzione della NeXT (1985 - 1996)
Uscito da Apple, fondò subito una nuova compagnia, la NeXT Computer. Apple intentò una causa legale al fondatore per cercare di bloccare la sua iniziativa. Le due parti raggiunsero un accordo extra giudiziale con il quale Jobs si impegnò a non assumere personale proveniente dalla Apple e concesse alla sua ex-azienda il diritto di verificare ogni nuovo prodotto NeXT prima dell'uscita sul mercato. Nel 1986 acquistò la Pixar dalla Lucas Films, una casa di produzione cinematografica con l'obiettivo di realizzare unicamente animazioni computerizzate. La NeXT produsse un computer dal design innovativo ma con prezzo molto più alto della media di mercato e non riuscì a imporsi sulla concorrenza, anche a causa della comparsa sul mercato di computer economici "cloni" dei PC IBM. La Pixar si concentrò sulla produzione di lungometraggi al computer realizzando Toy Story nel 1995, primo film d'animazione realizzato completamente in computer grafica 3D al quale seguì A Bug's Life.

### Ritorno in Apple (dal 1997)
Nel 1996 la Apple Computer aveva necessità di aggiornare il sistema operativo montato sui propri computer e contattò Jobs che propose il NeXTSTEP, sistema operativo della NeXT. In cambio chiese che la Apple acquisisse la NeXT, all'epoca in grave crisi. Nel 1997, dopo risultati commerciali altalenanti, l'amministratore delegato di Apple Gil Amelio venne allontanato e Jobs assunse nuovamente la carica di CEO ad interim, ma senza stipendio ricevendo la cifra simbolica di 1 dollaro all'anno ma ricevendo diversi premi di produzione tra i quali un jet privato da 90 milioni di dollari (1999) e poco meno di 30 milioni di dollari in azioni (2000-2002).
Jobs negoziò un accordo col rivale storico Microsoft con lo scopo di sviluppare applicativi Microsoft Word ed Excel per il sistema operativo della Apple e porre fine ad alcuni contenziosi legali fra le due società. Jobs impose una rivoluzione aziendale decidendo la cancellazione di decine di progetti di prodotto lasciandone solo quattro e licenziando circa tremila dipendenti in un anno. La situazione della Apple, che a fine 1997 registrava un miliardo e quaranta milioni di dollari di perdite, migliorò sensibilmente con un utile a fine 1998 di oltre 309 milioni di dollari.

#### Le nuove idee: l'iMac, l'iPod e l'iPhone
Mentre lo sviluppo di Mac OS X era ancora in corso, Jobs lanciò l'iMac, un modello di personal computer all-in-one, cioè comprendente schermo e le altre componenti nello stesso telaio del computer. Con questo modello la Apple, che si era isolata dal mondo IBM, rientrava nel mercato dei prodotti di massa. Nello stesso anno Jobs aprì il primo Apple Store, al secondo piano del Tysons Corner Center in Virginia, un negozio destinato esclusivamente alla vendita di prodotti Apple.

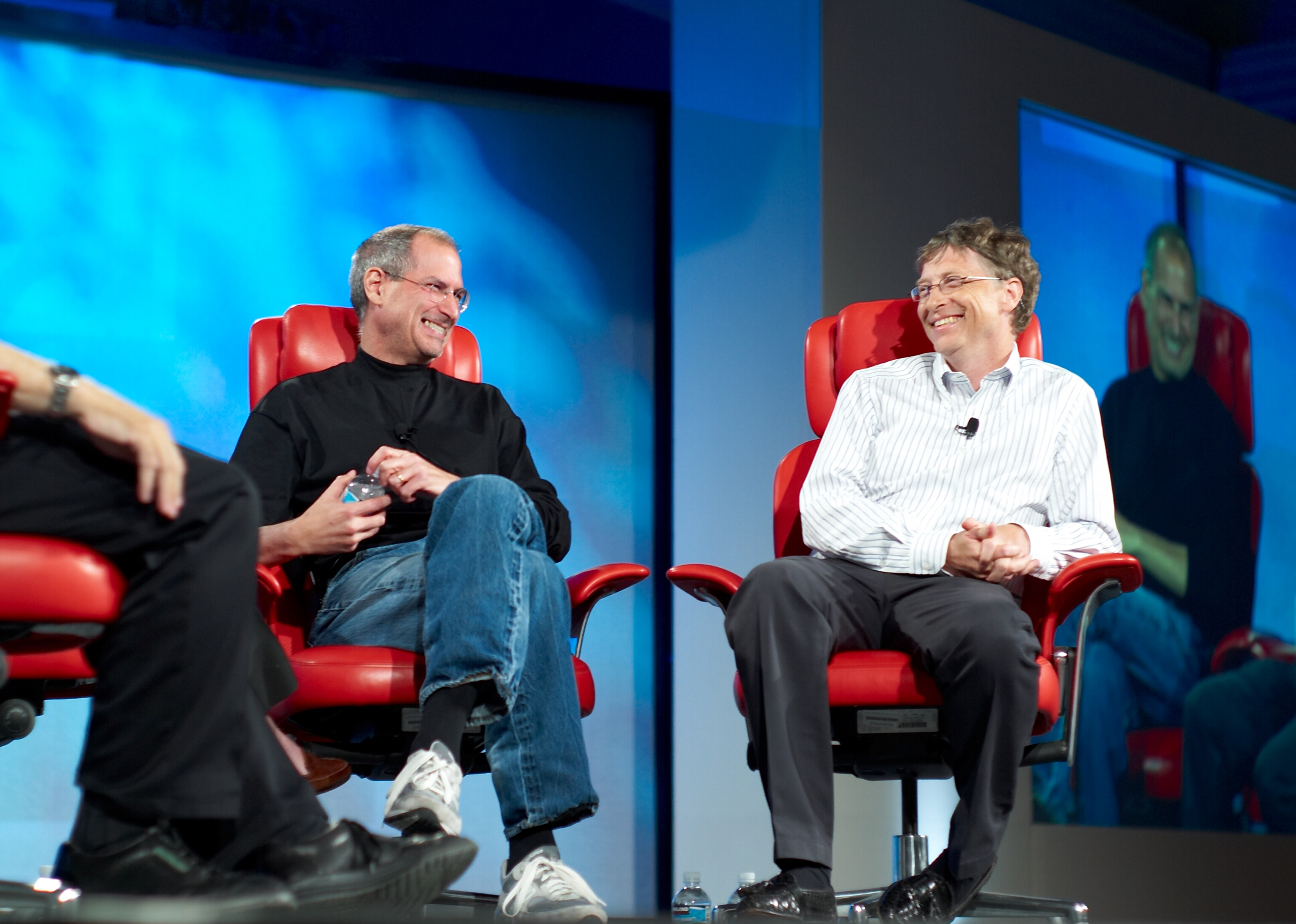
Steve Jobs insieme a Bill Gates

L'esperimento, accolto con scetticismo, si rivelò un successo e ad agosto 1998 i negozi aperti in tutto il mondo erano 511. Quasi contemporaneamente al lancio del nuovo sistema operativo e del nuovo computer, Jobs decise anche di lanciarsi nel settore della musica digitale con l'iPod, un lettore digitale di musica che nel 2001 divenne il più venduto al mondo, con una quota di mercato superiore all'80%. Per caratterizzare meglio lo spostamento del principale ramo d'azienda (core business) dal mercato dei computer a quello più generale del multimedia, Jobs decise di rinominare la Apple Computer Inc. chiamandola semplicemente Apple Inc. In una delle sue ultime apparizioni in pubblico, Steve Jobs ha concluso il suo discorso di apertura alla Stanford University del 2005, citando la frase "Stay Hungry, Stay Foolish", contenuta nell'ultimo numero della pubblicazione Whole Earth Catalog di Stewart Brand: da allora la frase è divenuta famosissima.
Nel 2007 Apple mise in commercio un nuovo prodotto, l'iPhone, uno smartphone con lo schermo multi-touch, con il quale pose le basi per l'ingresso di Apple nel settore della telefonia mobile. Con la guida di Jobs, la Apple ha continuato a produrre e commercializzare Mac OS X, Mac, iPod, iPhone e iPad, prodotti che portarono l'azienda a divenire un punto di riferimento nel campo dell'elettronica di consumo.

### Gli ultimi anni e la morte

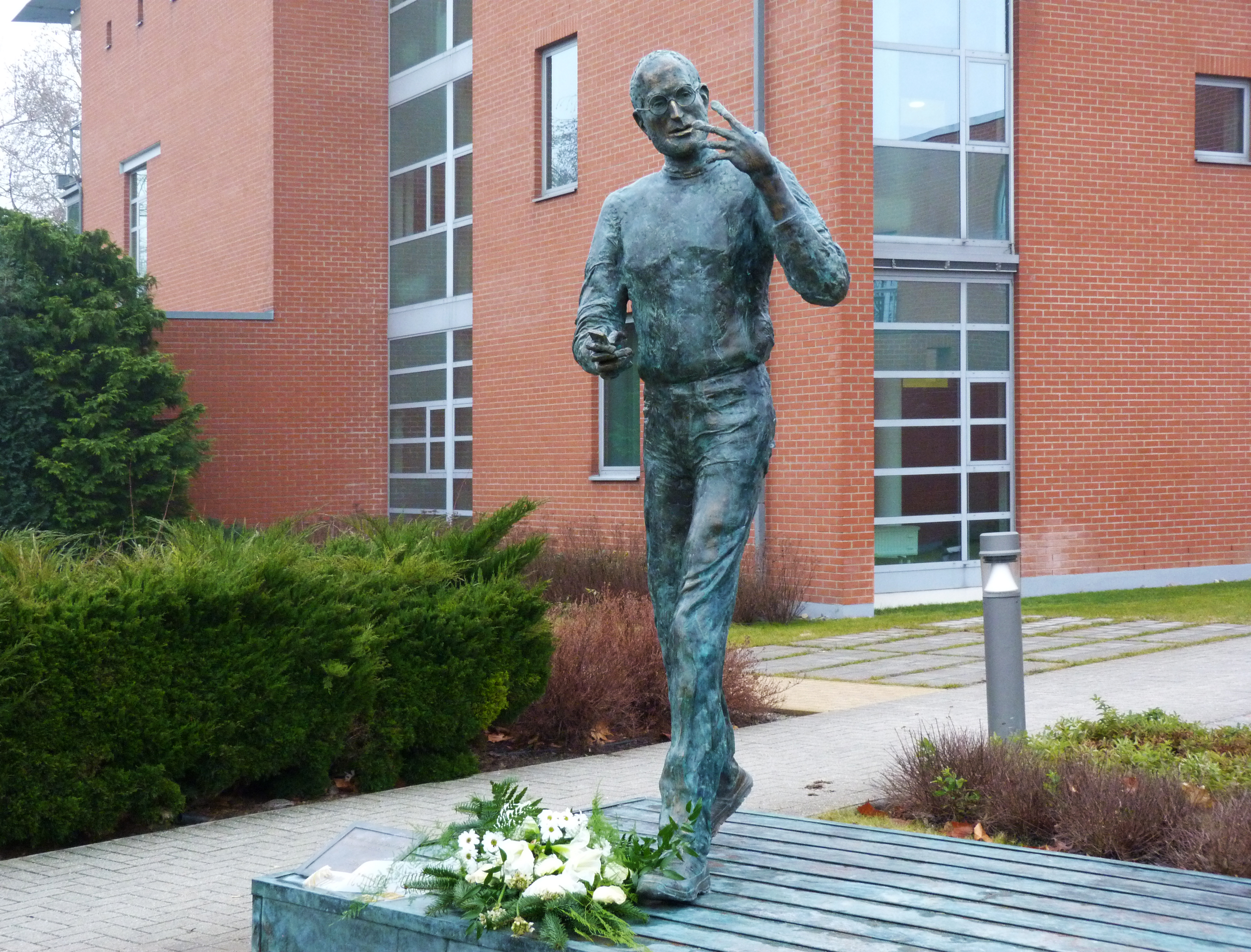
Statua raffigurante Steve Jobs (Budapest)

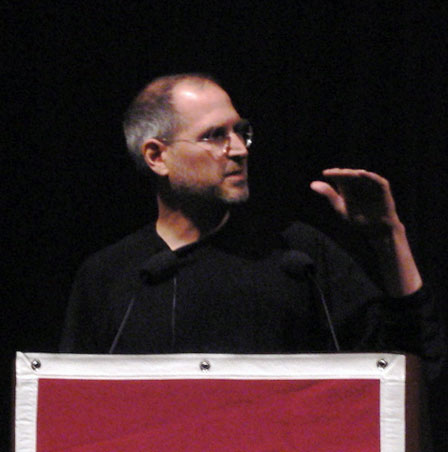
Steve Jobs mentre riceve il premio "Entrepreneur of the Year"

Nell'ottobre 2003 gli venne diagnosticato un tumore al pancreas, che annuncia al Consiglio di Amministrazione della Apple e ai suoi fan nel luglio del 2004. La prognosi per il tumore al pancreas è generalmente infausta, ma Jobs dichiara che la rara forma di cui soffre, nota come tumore neuroendocrino, fosse meno aggressiva della forma più comune. Durante quei nove mesi, Jobs rifiutò le raccomandazioni dei medici, preferendo la medicina alternativa. Secondo il ricercatore di Harvard Ramzi Amri, questo "ha portato Steve Jobs ad una morte inutilmente prematura". Altri medici sono d'accordo sul fatto che la dieta di Jobs fosse insufficiente a curare la malattia. Barrie R. Cassileth, primaria del dipartimento di medicine complementari e integrative del Memorial Sloan-Kettering Cancer Center, disse: "La fede di Steve Jobs nelle medicine alternative gli è costata la vita ... Lui era affetto dall'unico tipo di tumore al pancreas che era curabile ... Ha sostanzialmente commesso un suicidio". Secondo il biografo Walter Isaacson: "per nove mesi ha rifiutato di operarsi, una decisione della quale si pentì successivamente, quando la sua salute peggiorò". "Invece, ha provato una dieta vegana, agopuntura, rimedi erboristici e altri trattamenti trovati online, consultando anche un sensitivo. Era stato anche influenzato da un dottore che gestiva una clinica che consigliava digiuni a base di succhi, pulizie intestinali e altri trattamenti non approvati scientificamente, prima di decidere di essere finalmente operato nel luglio 2004". Si è sottoposto presso lo Stanford University Medical Center di Palo Alto ad una duodenocefalopancresectomia (conosciuta anche come "procedura di Whipple") che aveva apparentemente rimosso il tumore. Non si sottopose a chemioterapia o radioterapia. A causa della malattia, Jobs sviluppò il diabete. Lasciò quindi temporaneamente l'incarico di amministratore delegato a Tim Cook, prima per due mesi e, in seguito, per altri sei nel 2009.
Nel 2009 vennero divulgate notizie contrastanti sulla salute di Steve Jobs, a causa anche della sua assenza annunciata al Macworld Conference & Expo di gennaio. Il 20 giugno 2009 uscì un articolo sul sito internet del Wall Street Journal in cui spiegava che nel corso del mese di aprile 2009 aveva subito un trapianto al fegato, nel Tennessee, e che le sue condizioni di salute erano buone. Apple Inc. confermò il suo rientro per la fine del mese di giugno 2009. Durante questo periodo Steve Jobs non salì sul palco del Moscone Center di San Francisco a presentare nuovi prodotti per ben due volte: la prima il 6 gennaio in occasione dell'ultima partecipazione di Apple al MacWorld Trade Show e la seconda l'8 giugno per la WWDC 2009; il 9 settembre 2009 tornò sul palco per presentare il rinnovo dell'intera gamma di iPod. Il 27 gennaio 2010 Jobs, alla conferenza Apple di San Francisco, presentò l'iPad, il primo tablet della Apple.
Il 17 gennaio 2011 Apple annunciò che Steve Jobs aveva richiesto un nuovo congedo medico, precisando che Jobs rimaneva CEO di Apple, continuando a occuparsi delle principali questioni strategiche ma sostituito per le questioni di tutti i giorni da Tim Cook, il COO di Apple. Il 2 marzo 2011, in occasione dell'evento di presentazione dell'iPad 2, comparve sul palco a sorpresa. A giugno 2011 ebbe luogo la sua ultima vera apparizione pubblica importante, al WWDC 2011, per presentare iCloud e iOS 5. Il 24 agosto si dimise da amministratore delegato di Apple annunciando di voler chiedere al Consiglio di Amministrazione la conferma di Tim Cook come suo successore e nuovo CEO di Apple.
Morì nella sua casa a Palo Alto in California il 5 ottobre 2011, a 56 anni, a causa di una recrudescenza del carcinoma con conseguente arresto respiratorio. Venne sepolto nell'Alta Mesa Memorial Park di Palo Alto, assieme ad altri imprenditori dell'alta tecnologia informatica, come il cofondatore di HP, David Packard e l'ingegnere Frederick Emmons Terman, con i quali Jobs lavorò per alcuni mesi estivi come dipendente all'età di 13 anni.

## Vita privata
In giovane età ha avuto una figlia, Lisa Brennan-Jobs dalla sua fidanzata dell’epoca che inizialmente non ha riconosciuto e con cui ha instaurato un rapporto solo successivamente.
Nel marzo 1991 si sposò con Laurene Powell, con una cerimonia officiata da un monaco buddhista. Dal matrimonio sono nati Reed nel settembre 1991, Erin nel 1995, ed Eve nel 1998. Steve Jobs guidava una Mercedes SL55 AMG senza targa, poiché sfruttava una legge della California che permette ai proprietari di nuovi veicoli di circolare senza, per un massimo di sei mesi, nell'attesa di riceverla e montarla; Jobs, d'accordo con la società di leasing, prendeva una SL55 AMG nuova ogni sei mesi. Jobs ha sempre ammesso di avere assunto varie sostanze stupefacenti durante la sua vita. Secondo la sua biografia curata da Walter Isaacson, Jobs era fruttariano e a volte si nutriva esclusivamente con un unico alimento, come carote oppure mele, per un'intera settimana.

## Premi e riconoscimenti
- Il 12 febbraio 2012, la National Academy of Recording Arts and Sciences, in occasione della consegna dei Grammy Awards ha insignito Steve Jobs di un riconoscimento postumo "per aver contribuito a creare prodotti e tecnologie che hanno trasformato il modo di ascoltare la musica, vedere i film, la televisione e leggere i libri".[41]
- Il consiglio cittadino di Jundiaí ha dedicato una strada a Jobs.[42]

## Filmografia
- I pirati di Silicon Valley (Pirates of Silicon Valley) - film TV, regia di Martyn Burke (1999)
- The Pixar Story, regia di Leslie Iwerks (2006) - documentario
- Steve Jobs - L'intervista perduta (Steve Jobs: The Lost Interview), regia di Paul Sen (2012) - documentario
- Jobs, regia di Joshua Michael Stern (2013)
- Steve Jobs, regia di Danny Boyle (2015)
- Steve Jobs: The Man in the Machine, regia di Alex Gibney (2015) - documentario